# Évelyne Brisou-Pellen

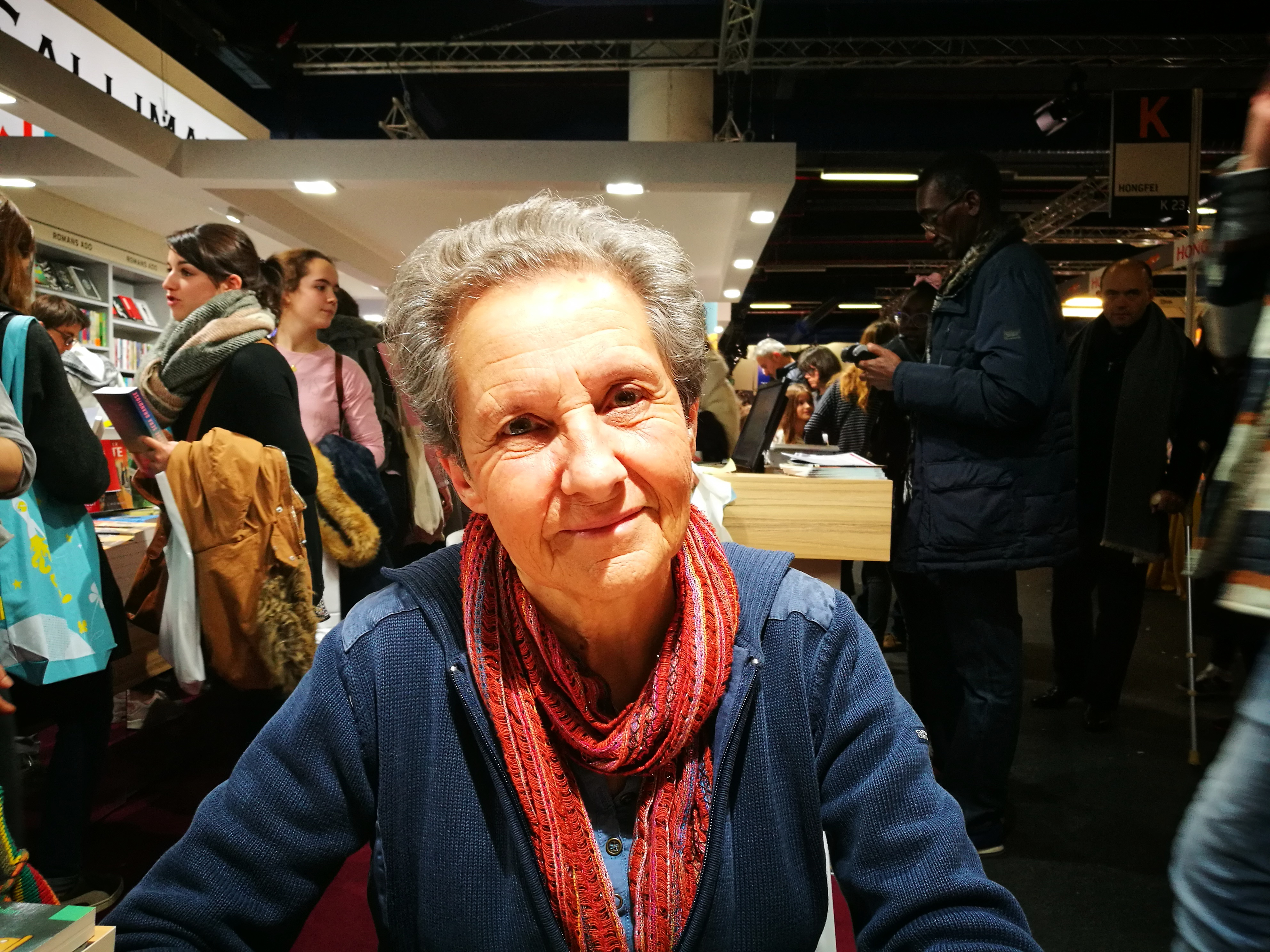
Évelyne Brisou-Pellen (2017)

Évelyne Brisou-Pellen (geboren am 21. September 1947 in Guer in Morbihan) ist eine französische Schriftstellerin.

## Biografie
Brisou-Pellen verbrachte einen Teil ihrer Kindheit in Meknes, Marokko, dann in der Bretagne. Sie studierte Literatur und wurde Lehrerin. 
Im Jahr 1978 begann sie, für Jugendzeitschriften zu schreiben. Ihr erster Text wurde im Perlin et Pinpin vom Herausgeber Fleurus veröffentlicht. 
1980 veröffentlichte sie ihren ersten Roman, Le Mystère de la nuit des pierres, der bei Rageot erschien. Zwei Jahre später folgte La Cour aux étoiles.
Ihre Bibliographie umfasst mehr als 160 Titel mit 6 Millionen Buchhandelsverkäufen. In ihren Romanen erforscht sie jedes Mal andere Zeiten und Gebiete. Sie ist Autorin der historischen Buchreihen Garin Trousseboeuf, le jeune scribe vivant au XIVe siècle und La Tribu de Celtill, die in der gallo-römischen Zeit spielen, und von der Buchreihe Les Messagers du temps.
Brisou-Pellen erhielt verschiedene Auszeichnungen, darunter 1984 den Großen Preis für das Kinderbuch Prisonnière des Mongols.
Im Jahr 2015 gewann sie den Preis der Unberührbaren (Niveau fünf und vier) für Le manoir, Band 1: Liam et la Carte d’Éternité, der bereits 2013 mit dem Gulli-Preis ausgezeichnet worden war.

## Werke
- Buchreihe Les Protégées de l’Empereur
- Buchreihe Les Messagers du temps
- Buchreihe Ysée
- Buchreihe Garin Trousseboeuf
- Buchreihe Le Manoir

### Eigene Werke
- Monsieur Jour et Madame Nuit, Fleurus. (Perlin et Pinpin), 1979
- Les Gâteaux puzzle, Bayard. Pomme d’Api, 1980
- C'est ta Faute, Bayard-Presse Pomme d’Api, 1981
- La Cour aux étoiles, Rageot, 1982
- Mots croisés, mots fléchés, Buissonnières, 1983
- Les Maîtres du feu, Bayard-presse. Je Bouquine, 1984
- L'Étrange Chanson de Svelti, Flammarion, 1985
- Le Maître de la septième porte, Rageot, 1986
- Le Trésor des Aztèques, Flammarion, 1987
- Le Défi des druides, Rageot, 1988
- Le Mystère de la nuit des pierres, Rageot, 1989
- Deux ombres sur le pont, Hachette, 1990
- Le Trésor des deux chouettes, Rageot, 1991
- Contes traditionnels de Bretagne, Milan, 1992
- Le Monstre du C.M.1, Scanédit, 1993
- Le Vrai Prince Thibault, Rageot, 1994
- À l’heure des chiens, Rageot, 1995
- La Griffe des sorciers, Rageot, 1996
- L’Incroyable Retour, Nathan, 1997
- L’Étrange Chanson de Svetie, Flammarion Père Castor, 1998
- Mon extraterrestre préféré, Rageot, 1999
- La Plus Grosse Bêtise, Rageot, 1999; 2004
- Le Roi de trouille les pétoches, Rageot, 1999; réédition en 2009 aux Éditions Éveil et Découvertes
- La Maison aux 52 portes, Pocket, 2000
- La Porte de nulle-part, illustrations Pierre Denieuil, Bayard, 2001
- Deux graines de cacao, Hachette Jeunesse, 2002
- Le Secret de l’homme en bleu, illustrations Nicolas Wintz, Gallimard Jeunesse, 2003
- À l’heure des chiens, Rageot, 2004
- Le Signe de l’aigle, Casterman, 2005
- Romulus et Rémus, les fils de la louve, Pocket, 2006
- Le Roi de trouille les pétoches, Éditions Éveil et Découvertes, 2009
- Le Dernier espoir de Lucas, Éditions Millefeuille, 2011
- Contes traditionnels de Bretagne, Coop-Breizh, 2016
- Thésée, Ariane et le Minotaure, Gallimard, 2017